# Cloba·U
Cloba・U，日本漫畫家、插畫家、遊戲開發者。舊筆名為Cloba。東京大學出身。

## 人物介紹

### 經歷
2007年起以「Cloba」名義在商業誌上開始刊載漫畫與插圖。除原創百合作品、《涼宮春日的憂鬱》、《幸運☆星》、《K-ON！輕音部》等作品的漫畫選集以外，亦執筆過插圖教學書。2011年夏天，筆名變更為現在使用的「Cloba・U」。2013年透過出版社OKS首次發行單行本。
大學二年級時，與商業連載並行開始了同人誌相關活動。除了自己主導的同人社團「前方不注意」，也曾以插圖參加其他同人誌、同人音樂，及製作同人誌即賣會的海報與周邊商品。
大學三年級開始在東京大學遊戲製作社團「Nonlinear」進行遊戲製作，擔任插圖、像素畫、遊戲設計、程式設計及網頁製作等工作。現在也在自己的網站上公開自製的遊戲。
在《Manga Time Kirara MAX》2012年10、11月號經過客串連載後，於同雜誌2013年2月號正式開始漫畫《斯特拉的魔法》的連載。2016年10月，《斯特拉的魔法》電視動畫化，由SILVER LINK.製作。

### 人物、逸事
幼稚園時似乎侵入職員室的電腦輸入了自己的名字。小學二年級時接觸了HyperCard而對程式設計產生興趣。國中一年級時曾使用ResEdit更改了開源遊戲中的像素畫。國中時開始製作像素畫。高中一年級時開始玩PSO。大學一年級時首次畫漫畫，而覺得自己不擅長手繪（漫畫）。興趣是Dance Dance Revolution與SOUND VOLTEX。
主要使用的繪圖工具為ComicStudio與Adobe Photoshop。
表示影響了自己的作家包含玄鐵絢、高橋真子、武田日向、Namori、介錯、美水鏡、SUKA、ヒライユキオ、春畑睦月。

## 作品列表

### 漫畫
- 斯特拉的魔法（《Manga Time Kirara MAX》2012年10、11月號、2013年2月號－連載中，芳文社）
- （2013年10月10日）
- （2015年2月25日）

#### 單行本未收錄作品
OKS COMIX
- （2007年8月25日，ISBN 978-4861054792）
- （2007年9月25日，ISBN 978-4861054792）
- （2007年11月1日，ISBN 978-4861054914）
- （2008年3月25日，ISBN 978-4861055362）
- （2009年7月1日，ISBN 978-4861057885）
- （2009年9月1日，ISBN 978-4861058066）

芳文社
- 容易流鼻血的轻音乐部（鼻血の出やすい軽音楽部），2页
  - 初次刊登于《Manga Time Kirara MAX》的“K-ON！輕音部选集企划”栏目（2010年9月号，2010年7月20日，第4回）
  - 之后收录于《K-ON！輕音部四格漫畫選集》第4卷（2011年5月27日，ISBN 978-4832240322）
- （K-ON！輕音部 故事漫畫選集(3)，2013年2月27日，ISBN 978-4832242661）
- （魔法少女小圓 四格漫畫選集(3)，2013年7月27日，ISBN 978-4832243309）
- （My Private D☆V，2014年4月9日）
- （請問您今天要來點兔子嗎？漫畫選集(1)，2014年4月26日，ISBN 978-4832244368）
- （黃金拼圖漫畫選集(2)，2015年4月27日，ISBN 978-4832245648）
- （NEW GAME!漫畫選集(2)，2017年7月27日，ISBN 978-4832248595）

其他
- （2008年6月28日，ISBN 978-4870767119）
- （松文館：『2008年10月號』，2008年8月23日，ASIN B001DXODHY）
- （2008年8月28日，ISBN 978-4870767195）
- （科學超電磁砲 featuring 魔法禁書目錄 官方漫畫選集(2)，2013年9月27日，ISBN 978-4048919630，出版於ASCII Media Works旗下「電擊Comics EX」系列）
- （COMIC CUNE2015年10～12月號揭載，KADOKAWA／Media Factory）

#### 同人誌（前方不注意）
- （於Comic Market 87發售，2014年12月29日）

### 插圖

#### 雜誌
- 『2009年7月號』封面（Sunday社，2009年6月11日，ASIN B002ADK1FY）
- 『悠悠哉哉少女日和 官方漫畫選集 冬!』彩圖（2014年12月22日，ISBN 978-4040672236，出版於KADOKAWA／Media Factory旗下MF Comics Alive Series）

#### 電視動畫
- 請問您今天要來點兔子嗎？（BS11再放送版第1話片尾插圖）
- 三者三葉（第5話片尾插圖）
- 斯特拉的魔法（OP/預告像素畫）

#### CD(插圖提供)
- （負責製作、作詞、插畫、設計，製作，2008年12月29日，Comic Market75）
- （Media Factory製作，2010年1月27日，ASIN B002TK1VJ8／EAN 4935228095933）
- （Maidenhair Street製作，2010年11月21日，東大生Only Event Comic Academy 01）
- （MINAMOTRANCE製作，2014年8月17日，Comic Market 86 (MTCD-021)）
- 『Star Chaser E.P.』（NIZI-RINGO(ginkiha)製作，2014年11月2日）
- 『CHS — KAKATTEKOYEAH!!!!』（C.H.S製作，2015年1月30日，Comic Market 87(CHS-0019)，ASIN B00S9K3K96／EAN 4562265380359）
- 『Vividness.PF』（FillnotE.An製作，2011年10月30日，M3-2011秋）
- （V.A.製作，2011年11月26日，Comic Academy 03）
- 『Vocal Action!!』（V.A.製作，2014年5月11日，第十一回博麗神社例大祭）
- 『Vocal Action!!2』（V.A.製作，2015年10月18日，第二回博麗神社秋季例大祭）

#### 活動
- ｢（幸運☆星 柊鏡Only Event）｣（冊子用插圖， 2007年11月）
- ｢東大生Only Event Comic Academy 01｣（海報，2010年11月21日）
- ｢東大生Only Event Comic Academy 02｣（海報，2011年5月28・29日）
- ｢東大生Only Event Comic Academy 03｣（工作人員募集用插圖，2011年7月22日）
- ｢東大生Only Event Comic Academy 03｣（海報，2011年10月4日）
- ｢學生同人誌即賣會UNIKET01｣（集章月曆插圖提供，2011年11月）
- ｢東大生Only Event Comic Academy 04｣（海報，2012年4月26日）
- ｢東大生Only Event Comic Academy 05｣（海報，2012年10月18日）
- ｢東大生Only Event Comic Academy 05｣（T-shirt設計，2012年11月18日）
- ｢[註 1]｣（黑白插圖1P，2013年10月12日～2013年10月14日）
- ｢Manga Time Kirara MAX 2013年10月號｣（簽名板，2013年8月19日，ASIN B00EN7322E）

#### 同人誌
- 『Hybrid! -2011summer-』（插圖/封面/海報，Project Hybrid.製作，2011年8月14日）
- 『CV03』（封面圖，製作，2009年3月20日，)
- 『東方仁遊遁』（插圖，製作，2011年8月13日，Comic Market 87)
- 『Running Portion!』（封面・插圖参加，製作，2015年1月30日，Comic Market 87）

### 遊戲

#### 個人製作
- 『Star Chaser!』（日語：すたーちぇいさー！）（遊戲設計/程式設計/像素畫/插圖/其他，2014年4月1日）[7]
- 『Star Shooter!』（日語：すたーしゅーたー！）（效果音製作/彈幕製作/程式設計/插圖/像素畫/其他，2015年3月31日）[8]
- 『Star Liner』（日語：すたーらいなー）（圖像/系統設計/遊戲設計/程式設計/其他，2016年10月27日）[9]

#### Nonlinear
- （上色，2008年12月29日）[10]
- 『JINNIYAH!』（角色設計/原畫/上色/封面設計/網頁設計，2009年4月26日）[11]
- 『The Chaste Full-metal Maiden』（角色設計/插圖/圖像，2009年12月30日）[12]
- （原畫/上色/圖像/設計/Web，2010年12月26日）[13]
- （程式/系統設計/角色設計/插圖/上色/像素圖製作/監督，2011年11月20日）[14]
- 『Leiria -Stargazer-』（特別感謝，2011年8月13日）[15]
- （圖像/網頁，2014年8月17日）[16]

#### 其他
- 『Recover the Restarts!』（彩圖，tozicode開發，2012年11月11日）
- （網頁漫畫、應援圖，製作，2011年9月22日）
- （卡牌圖(獨眼巨人/獨眼巨人+/獨眼巨人++)，開發:/營運:/贊助:Yahoo! Mobage（日语：Yahoo!モバゲー），2013年1月）
- 『 [Vengeful Pygmy(15thエキスパンション)}}]』　 （卡牌圖(入魔｢ゾウフォルゥモォ｣)，M.I.W開發，2013年12月30日）  [17]

### 其他
- （誠文堂新光社，2009年6月，ISBN 978-4416809730）
- （誠文堂新光社，2008年10月，ISBN 978-4416608470）
- （誠文堂新光社，2011年6月15日，ISBN 978-4416611135）
- （採訪記事）（Comic Academy實行委員會製作，2012年11月23日，東大生Only Event Comic Academy 05）

## 註腳
註釋
1. ↑  發送的限定冊子

參考來源
1. ↑  . 東京大学消費生活協同組合：ひとことカード集.   [2018-03-22]. （原始内容存档于2018-03-17） （日语）.
2. 1 2 3  . 前方不注意 by くろば・U.   [2018-03-22]. （原始内容存档于2018-03-22） （日语）.
3. ↑  .   [2018-03-22]. （原始内容存档于2018-03-22） （日语）.
4. ↑  . 芳文社.   [2018-03-22]. （原始内容存档于2017-09-21） （日语）.
5. ↑  . 芳文社.   [2018-03-22]. （原始内容存档于2018-03-23） （日语）.
6. ↑  . 芳文社.   [2018-03-22]. （原始内容存档于2018-03-22） （日语）.
7. ↑  .   [2018-03-22]. （原始内容存档于2018-03-22） （日语）.
8. ↑  .   [2018-03-22]. （原始内容存档于2018-03-23） （日语）.
9. ↑  .   [2018-03-22]. （原始内容存档于2018-03-23） （日语）.
10. ↑  .   [2018-03-22]. （原始内容存档于2017-06-11） （日语）.
11. ↑  .   [2018-03-22]. （原始内容存档于2017-06-11） （日语）.
12. ↑  .   [2018-03-22]. （原始内容存档于2018-01-14） （日语）.
13. ↑  .   [2018-03-22]. （原始内容存档于2018-03-22） （日语）.
14. ↑  .   [2018-03-22]. （原始内容存档于2018-05-25） （日语）.
15. ↑  .   [2018-03-22]. （原始内容存档于2018-09-18） （日语）.
16. ↑  .   [2018-03-22]. （原始内容存档于2017-11-05） （日语）.
17. ↑  .   [2018-03-22]. （原始内容存档于2018-01-08） （日语）.

## 關聯項目
- 百合 (藝術類型)

## 外部連結
- 前方不注意（くろば・U 公式サイト） （日語）
- くろば・U的pixiv
- くろば・U的X（前Twitter）
- モダンなドット絵制作ソフト PixelLiner（页面存档备份，存于）